# قائمة خانات سيبيريا
هذه قائمة حكام خانات سيبيريا:
- مونش-تيمور: 1359
- علي بيك خان: 1359-1375
- غياص كاغانبك الدين خان: 1375-1396
- توهتاميش: 1396-1406
- ظومادوك: 1406-1421
- محمود خوجة: 1421
- حزر: 1421
- خازي-محمد: 1421-1428
- عبد الخير خان: 1428-1464
- إيباك خان: 1464-1495
- ماموق كازان: 1495-1502
- كولوك سلطان: 1502-1530
- كوشوم: 1563-1598
- علي سيبير خان: 1598-1604